# Sünikon
Sünikon är en ort i kommunen Steinmaur i kantonen Zürich i Schweiz. Den ligger cirka 15,5 kilometer nordväst om centrala Zürich. Orten har cirka 349 invånare (2021).